# Fairmont City (Illinois)
Fairmont City es una villa ubicada en el condado de St. Clair en el estado estadounidense de Illinois. En el Censo de 2010 tenía una población de 2635 habitantes y una densidad poblacional de 154,34 personas por km².

## Geografía
Fairmont City se encuentra ubicada en las coordenadas 38°38′47″N 90°6′1″O / 38.64639, -90.10028. Según la Oficina del Censo de los Estados Unidos, Fairmont City tiene una superficie total de 17,07 km², de la cual 16,06 km² corresponden a tierra firme y (5,93%) 1,01 km² es agua.

## Demografía
Según el censo de 2010, había 2635 personas residiendo en Fairmont City. La densidad de población era de 154,34 hab./km². De los 2635 habitantes, Fairmont City estaba compuesto por el 54,23% blancos, el 1,02% eran afroamericanos, el 1,33% eran amerindios, el 0,34% eran asiáticos, el 0% eran isleños del Pacífico, el 39,51% eran de otras razas y el 3,57% pertenecían a dos o más razas. Del total de la población el 71,42% eran hispanos o latinos de cualquier raza.